# Lena Meyer-Landrut
Lena Meyer-Landrut, de son vrai nom Lena Johanna Therese Meyer-Landrut ou simplement Lena, née le 23 mai 1991 à Hanovre, est une auteure-compositrice-interprète et chanteuse allemande.

## Biographie
Lena naît en 1991 dans une famille aux origines  estonienne,, slovaque et hongroise. Elle est la petite-fille paternelle d'Andreas Meyer-Landrut, un ancien ambassadeur d'Allemagne en URSS et la nièce de Nikolaus Meyer-Landrut, ambassadeur d'Allemagne en France.
En mars 2010, elle participe à l'émission de télévision Unser Star für Oslo (Notre star pour Oslo), créée pour désigner, parmi 20 participants, le représentant de l'Allemagne au Concours Eurovision de la chanson 2010.
| Shows                     | Chanson                     | Artiste                                                                                    |
| 1er show                  | My Same                     | Adele                                                                                      |
| 3e show                   | Diamond Dave                | The Bird and the Bee                                                                       |
| 4e show                   | Foundations                 | Kate Nash                                                                                  |
| 5e show                   | New Shoes                   | Paolo Nutini                                                                               |
| 6e show (quart-de-finale) | Mouthwash Neopolitan Dreams | Kate Nash Lisa Mitchell                                                                    |
| 7e show (demi-finale)     | Mr. Curiosity The Lovecats  | Jason Mraz The Cure                                                                        |
| 8e show (finale)          | Bee Satellite Love Me       | Jennifer Braun / Lena Meyer-Landrut Jennifer Braun / Lena Meyer-Landrut Lena Meyer-Landrut |

Lena est déclarée vainqueur et représente donc l'Allemagne lors du Concours Eurovision de la chanson 2010, qu'elle remporte avec la chanson Satellite avec un total de 246 points.

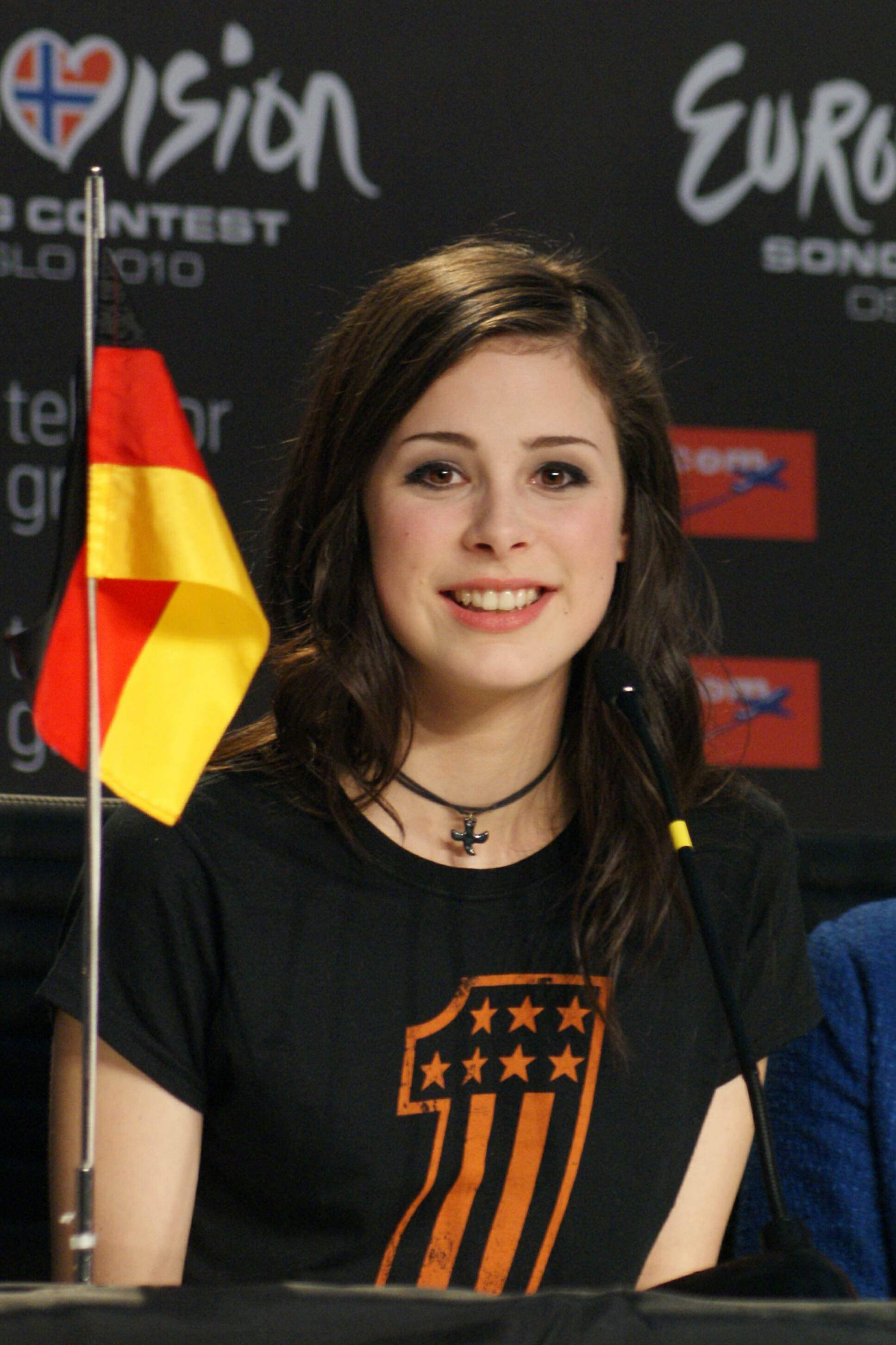
Lena Meyer-Landrut à la conférence de presse des gagnants du Concours Eurovision de la chanson 2010

Le 7 mai 2010, elle sort un premier album studio intitulé My Cassette Player (n°1 au hit-parade en Allemagne (de)). Son deuxième album, Good News est no 1 au hit-parade en Allemagne en février 2011.
Le 14 mai 2011, elle représente à nouveau l'Allemagne lors du Concours Eurovision de la chanson 2011 qui se tient à Düsseldorf en Allemagne. La chanson gagnante au terme de l'émission Unser Song für Deutschland diffusée sur ARD le 18 février 2011 est Taken by a stranger. Lena est classée 10e pour sa deuxième participation au Concours Eurovision.
En avril 2012, elle participe au 60e anniversaire de l'Aéroport international de Hanovre Langenhagen. Le 24 mai, elle joue avec les anciens gagnants du Grand Prix (Alexander Rybak, Dima Bilan, Marija Serifovic et Ell & Nikki) à la deuxième demi-finale. Depuis octobre 2012, la nouvelle chanson titre de "Sesamstraße" (Sesame Street) est chantée par Lena.
En 2012, elle produit son troisième album appelé Stardust (Poussière d'étoile), qu'elle présente à Munich, Cologne, Hambourg et Berlin pour la radio et la presse. Cet album est sorti le 12 octobre en Allemagne. Le single du même nom est sorti le 21 septembre. Les deux, l'album et le single, atteignent la 2e place du hit parade allemand.
En présentant les votes de l'Allemagne au Concours Eurovision de la chanson 2013. Elle commet "l'erreur" de la soirée, en annonçant que l'Allemagne donnait 10 points à la Norvège, alors que celle-ci en avait déjà reçu 7. La présentatrice s'en rendit compte et Lena dut corriger en annonçant que les 10 points étaient pour le Danemark en réalité et que cette erreur était due au stress.
En 2013, Lena devient coach dans la version allemande de The Voice Kids lors des saisons 1 (2013) à 4 (2016). Elle est à nouveau coach en 2019.

## Vie privée
Elle est une amie des jumeaux Bill et Tom Kaulitz, du groupe allemand Tokio Hotel.
En janvier 2019, elle annonce sur Instagram s’être séparée de Max Von Helldorf.

## Discographie

### Albums
- 2010 : My Cassette Player
- 2011 : Good News
- 2012 : Stardust
- 2015 : Crystal Sky
- 2019 : Only Love, L
- 2024 : Loyal to myself

## Animation
- 2011 : Concours de l'Eurovision de la Chanson
- 2012 : Durch die Nacht mit... Casper : Présentatrice
- 2013-2024 : The Voice Kids : Juge et Coach
- Depuis 2014 : Sing meinen Song - Das Tauschkonzert : Animatrice